# Anthenantia rufa
Espèce
Anthenantia rufa ou Anthaenantia rufa est une espèce de plantes de la famille des Poacées (appelées autrefois graminées).